# Down Through the Years: Live at Condon's New York
| Recensione | Giudizio |
| ---------- | -------- |
| AllMusic   | [ 1 ]    |

Down Through the Years: Live at Condon's New York è un CD Live a nome della The Clifford Jordan Big Band, pubblicato dall'etichetta discografica Milestone Records nel giugno del 1992.

## Tracce
1. I Waited for You – 5:23 (Dizzy Gillespie, Gil Fuller)
2. Highest Mountain – 4:56 (Clifford Jordan)
3. Con Man – 9:04 (Dizzy Reece)
4. Down Through the Years – 5:56 (Clifford Jordan)
5. Don't Get Around Much Anymore – 8:05 (Bob Russell, Duke Ellington)
6. Status Quo – 6:45 (John Neely)
7. Japanese Dream – 4:59 (Clifford Jordan)
8. Third Avenue – 7:07 (Clifford Jordan)
9. Charlie Parker's Last Supper – 6:50 (Clifford Jordan)

## Musicisti
- Clifford Jordan - sassofono tenore
- Clifford Jordan - arrangiamenti (brani: #2 / #4 / #7 / #9)
- Dizzy Reece - tromba
- Dizzy Reece - arrangiamenti
- Kiane Zawadi - euphonium
- Brad Shigeta - trombone
- Stephen Furtado - tromba
- Dean Pratt - tromba
- Don Sickler - tromba
- Don Sickler - arrangiamenti (brano: #4)
- Charles Davis - sassofono baritono
- Lou Orensteen - sassofono tenore
- Willie Williams - sassofono tenore
- Jerome Richardson - sassofono alto
- Sue Terry - sassofono alto
- Ronnie Mathews - pianoforte
- David Williams - contrabbasso
- Vernel Fournier - batteria
- John Neely - arrangiamenti (brani: #1 / #6)

Note aggiuntive
- Helen Keane - produttore
- A. Rae Lissner - produttore esecutivo
- Registrato dal vivo il 7 ottobre 1991 al Condon's Jazz Club and Restaurant di New York City, New York
- Pierre Spray - ingegnere delle registrazioni
- George Horn - masterizzazione digitale (1992 al Fantasy Studios di Berkeley, CA)
- Phil Carroll - direzione artistica
- Jamie Putnam - design
- Frank Lindner - fotografia[3]